# Progg

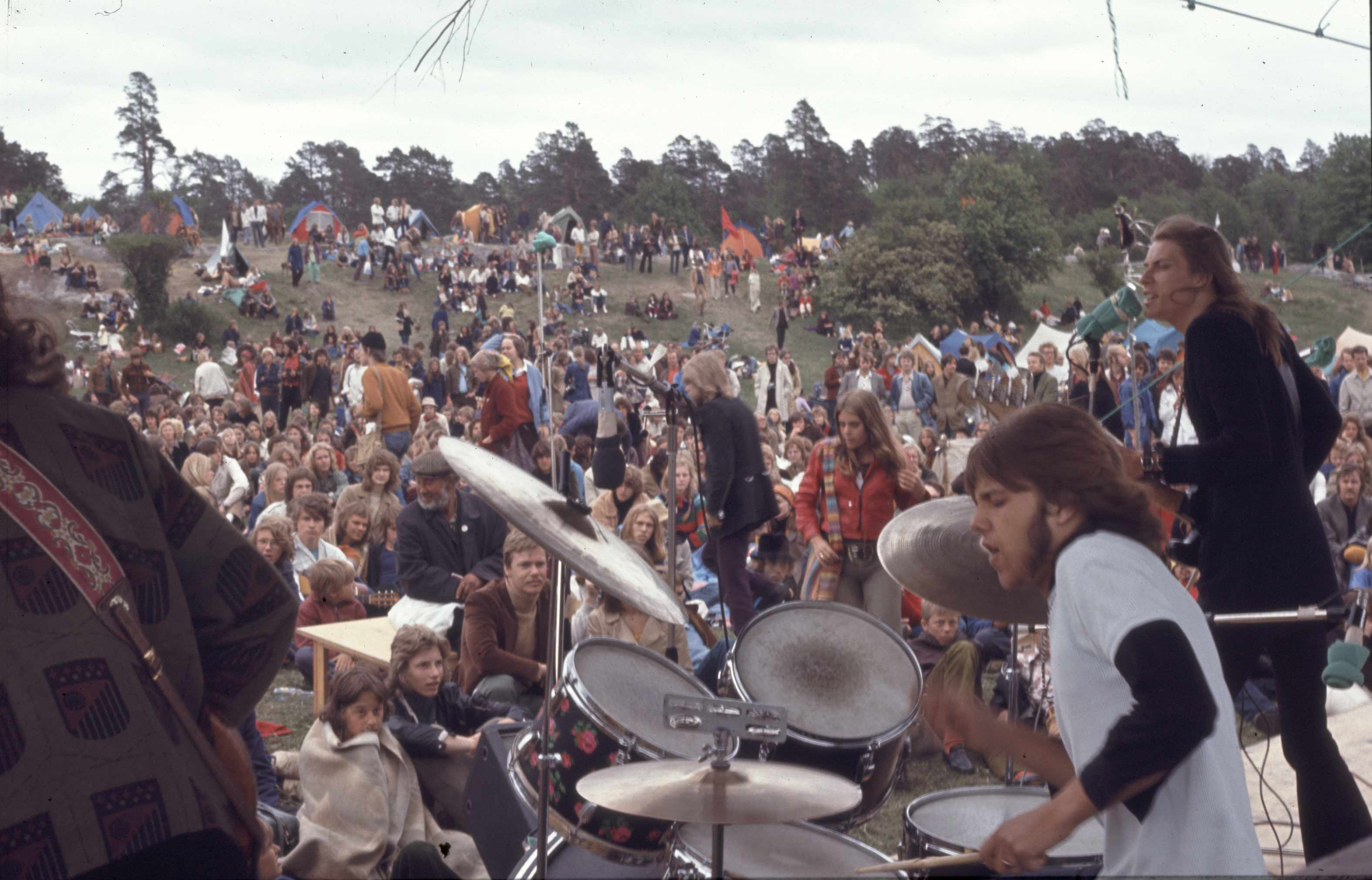
Gärdesfesten 1970.

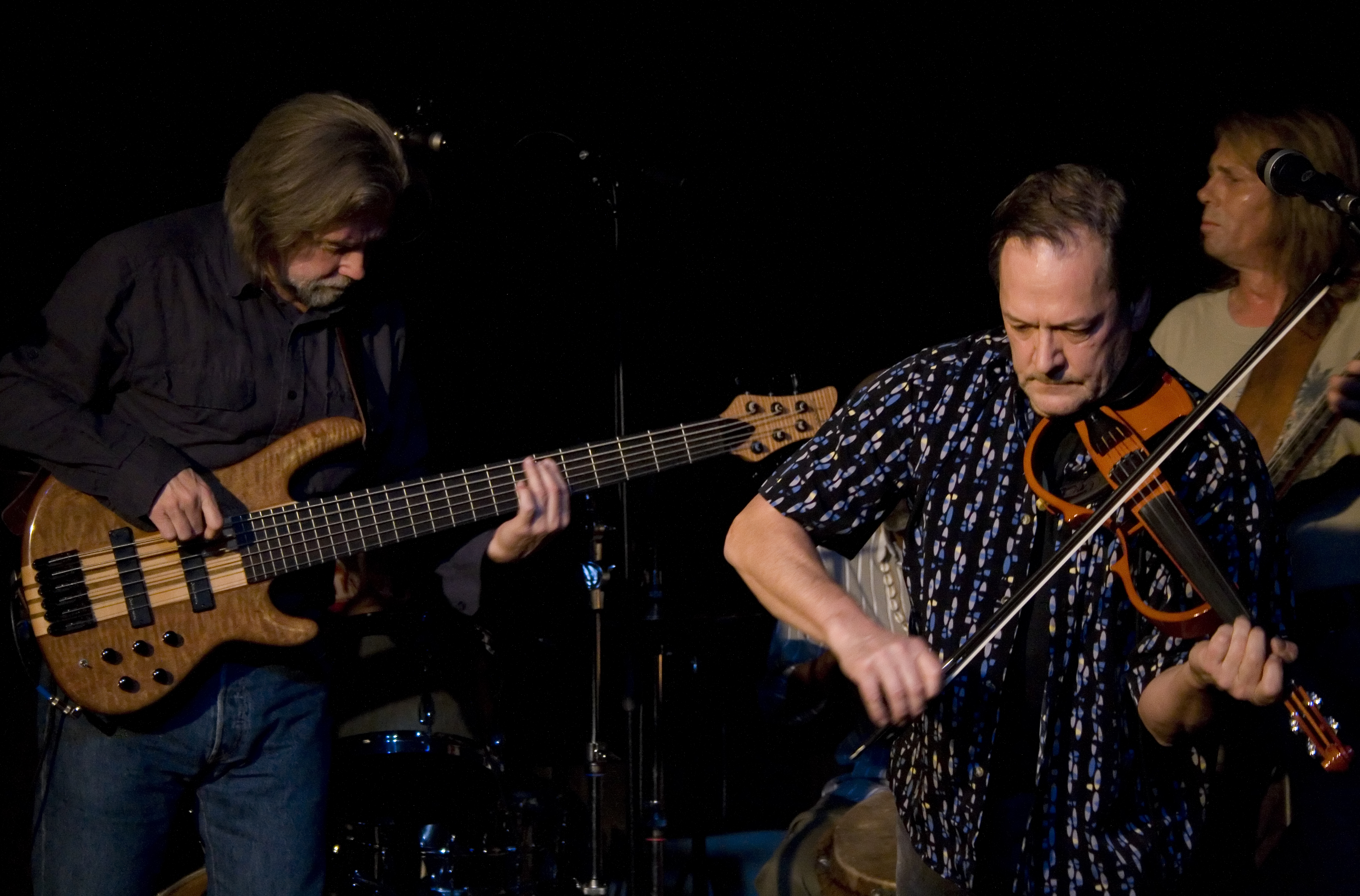
Bandet Kebnekajse som tillsammans med Samla Mammas Manna är ett av få band som både definieras som ett proggband och som ett progrockband.

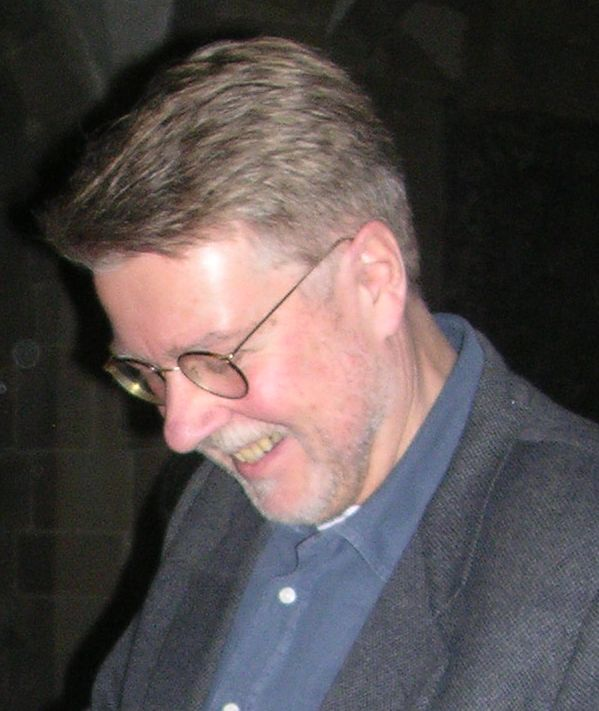
Mikael Wiehe är en känd företrädare för den svenska musikrörelsen.

Musikrörelsen, den svenska musikrörelsen eller den progressiva musikrörelsen, i nutida språkbruk oftast benämnd proggen (ej att förväxla med prog som i progressiv rockmusik), var ett svenskt musikfenomen, starkt influerad av det sena 1960-talets ungdomsrevolter som 68-vänstern, den amerikanska hippierörelsen, och hos många även den svenska folkmusiken. Denna rörelse, som hade sin storhetstid under första halvan av 1970-talet, var genremässigt mycket heterogen och hade ursprungligen till syfte att föra fram de olika musikformer som kommersiella skivbolag inte uppfattade som ekonomiskt intressanta, men kom med tiden att känneteckna en tilltagande vänsterpolitisering. Personer som framför eller lyssnar på musik med anknytning till rörelsen brukar kallas proggare.  
Inom rörelsen fanns också en vurm för gör det själv-kultur, ett främjande av allas möjligheter att göra musik tillsammans där den egna och gemensamma musikupplevelsen stod i centrum. Det var musik att delta i, inte i första hand att lyssna på. Det fick bland annat uttryck i att spontana och organiserade samspel förekom på festivaler och i andra sammanhang. Grupper som Iskra och Ljudlekslänken organiserade också sådana speltillfällen i form av workshops och seminarier, ibland med instrumentbygge som en del. En annan effekt av denna gör det själv-kultur var att det dök upp en stor mängd artister, band, skivbolag och andra distributionskanaler inom musikrörelsen.

## Progg kontra progressiv rockmusik
Den svenska proggen ska inte förväxlas med den engelska termen progressive music och speciellt då progressive rock , på svenska progrock, eller progressive trance som kallas prog. En del svenska proggmusiker och -grupper anses dock ha spelat progressiv rock i denna bemärkelse. Det är omdiskuterat vilka dessa är, men Bo Hansson, Ragnarök, International Harvester, Kaipa, Kebnekajse och Samla Mammas Manna brukar nämnas som exempel.

## Uppkomst
I slutet av 1960-talet bildades de första grupperna inom musikrörelsen, som Hansson & Karlsson, Gunder Hägg och International Harvester. Proggrörelsen anses dock ha startat genom de två musikfester som anordnades 1970 på Gärdet i Stockholm. Då framträdde en rad musiker och grupper som spelade mycket olika typer av musik. Det är därför felaktigt att uppfatta proggen som en musikgenre; en rad genrer var representerade inom musikrörelsen. Vidare kom det i flera fall att uppstå en koppling till de fria teatergrupperna, särskilt vad gäller NJA-gruppen (senare Fria Proteatern) och Nationalteatern.
Många var experimentellt folkmusikinriktade och försökte bevara, återuppväcka, utveckla och modernisera den svenska folkmusiken. Till denna riktning, inom vilken många spelade instrumental musik, hörde bland andra Fläsket brinner, Kebnekaise, Arbete & Fritid och Träd, Gräs och Stenar. Dessa centrerades kring skivbolaget Silence Records, som senare flyttade till Värmland. Det går inte att dra någon skarp gräns mellan denna del av musikrörelsen och den dåtida bredare folkmusikvågen. En grupp som Norrlåtar, som under 1970-talet var helt inriktad på norrbottnisk folkmusik, kan även inräknas i musikrörelsen. Anita Livstrand och gruppen Vargavinter spelade redan under denna tid vad som senare kom att kallas världsmusik, medan Turid Lundqvist och Jan Hammarlund främst får räknas till visgenren. Vidare verkade även bluesmusikern Rolf Wikström inom musikrörelsen.
Andra var starkt influerade av 68-vänstern och hade texter med ett mer eller mindre klart uttalat politiskt vänsterbudskap. I dessa texter riktades ofta skarp kritik mot USA och Vietnamkriget, liksom mot kapitalismen i stort. Även den svenska socialdemokratin blev föremål för hårda angrepp. Denna del av rörelsen var ursprungligen centrerad kring skivbolaget Musiknätet Waxholm (MNW) med grupper som Blå Tåget, men fick sitt starkaste ideologiska fäste i Göteborg (där skivbolaget Nacksving startades 1975) med rockgrupper som Nationalteatern, Nynningen och Motvind. Hoola Bandoola Band från Malmö hade till en början ett ganska diffust budskap men fick med tiden en tydligare vänsterinriktning. Andra viktiga progressiva skivbolag var Manifest i Luleå (1974) och Amalthea i Malmö (1977).
Bakgrunden till musikrörelsens uppkomst kan spåras i det musikklimat som rådde under 1960-talet. Ungdomskulturen dominerades då helt av radioprogrammet Tio i topp och de ungdomar som önskade nå framgång som musiker var i stort sett hänvisade till att försöka kopiera anglosaxiska förebilder som Beatles eller Rolling Stones för att få skivkontrakt. De kommersiella skivbolagen var ointresserade av att ge ut plattor som inte ansågs kunna bli en framgång på Tio i topp. Musikrörelsen ville visa att det faktiskt fanns ett stort intresse för andra typer av musik bland ungdomarna.
Proggrörelsen har därigenom ofta beskrivits som en reaktion mot 1960-talsmusiken. Detta tog sig också uttryck i ett tydligt ställningstagande för att sjunga på svenska. Den som var först med detta var Pugh Rogefeldt (på skivan Ja, dä ä dä 1969), som dock senare tydligt tog avstånd från musikrörelsen. Samtidigt hade dock till exempel Hoola Bandoola Band tydliga influenser från Beatles, varför det inte är helt korrekt att uppfatta proggen som en reaktion mot 1960-talets musik. Man ivrade för en icke-kommersiell kultur och ville släppa fram även icke-professionella musiker. "Spela själv!" blev en viktig paroll och även rena nybörjare var välkomna. Detta ledde hos vissa personer till en amatörism, där man till exempel avsiktligt spelade på ostämda gitarrer. Den musikaliska kvaliteten hos de artister som framträdde i progressiva sammanhang blev därigenom mycket skiftande, något som gav upphov till en vanlig fördom om att alla proggare var omusikaliska.
Musikrörelsen kom att organiseras genom ett stort antal lokala ideella föreningar ute i landet, så kallade musikforum, vilka var anslutna till samarbetsorganet Kontaktnätet. Det första var Uppsala Musikforum (1972) och bland de övriga kan särskilt nämnas Sprängkullen i Göteborg (1974). Musikforumen arrangerade spelningar för grupper och musiker inom proggrörelsen. Man fortsatte att anordna årliga Gärdesfester i Stockholm och liknande musikfestivaler förekom också på andra håll i Sverige, som till exempel den årliga Folkfesten i Malmö. Under 1970-talet bildades också allt fler musikgrupper inom musikrörelsen.

## Tilltagande politisering och fall
År 1972 startades i Vaxholm tidningen Musikens makt, som från 1973 fick sin huvudredaktion i Göteborg och kom att bli musikrörelsens huvudorgan. I denna tidning, som var starkt vänsterinriktad, riktades ofta hård kritik, särskilt av Tommy Rander, inte bara mot den traditionella musikbranschen, som man uppfattade som alltför kommersiellt inriktad, utan även mot de musiker och musikgrupper inom proggrörelsen som inte ansågs ha ett tillräckligt tydligt socialistiskt budskap. Särskilt hårt kritiserades de band som spelade instrumental musik, något som stod i skarp kontrast till den öppenhet för olika musikformer som kännetecknat de första musikfesterna på Gärdet. Denna tilltagande politisering ledde till motsättningar inom musikrörelsen, dels mellan grupper knutna till kommunistpartierna KFML och KFML(r) och dels mellan dessa och mellan rörelsens mer hippieinfluerade delar. Dessa motsättningar anses ha varit början till slutet för musikrörelsen. Följden blev att band som Contact och senare Kebnekajse och sångerskan Turid lämnade de progressiva skivbolagen medan Ulf Lundell fick nej av MNW, då han ville ge ut sitt första album på detta bolag.
I mars 1975 genomfördes i Stockholm Alternativfestivalen, vilken var en protest mot Melodifestivalen. Särskilt känt från denna blev Ulf Dageby, som under namnet "Sillstryparn" framförde låten "Doin' the omoralisk schlagerfestival". I denna visades djupt förakt för den musik som i Sverige främst representerades av Stikkan Anderson och Abba. Denna typ av musik ansågs sänka den politiska medvetenheten och likrikta musiken till masskonsumtionspop, där sångtexterna mestadels bestod av oförargliga kärleksteman och inte politiska protester.
Man bör dock observera att gränsen mellan proggen och den kommersiella musikbranschen inte var skarp. En rad artister som ofta brukar räknas till proggrörelsen gav även under denna tid helt eller delvis ut sina skivor på kommersiella skivbolag. Till denna kategori kan räknas bland andra John Holm, Ola Magnell, Peps Persson, Mikael Ramel, Bernt Staf, Lasse Tennander, Monica Törnell och gruppen Arbete & Fritid. Även flera artister som tidigare etablerat sig med svensktoppsinriktat material kom under 1970-talet att influeras av musikrörelsen och förändra sin repertoar. Detta gäller främst Robert Broberg, men även Marie Bergman och Ann-Kristin Hedmark. Det var för övrigt 1971 mycket nära att Hoola Bandoola Band hade hamnat på skivbolaget Polar. Stikkan Anderson var mycket intresserad av Malmöbandet och lär ha haft planer på att låta dem turnera tillsammans med sin nya stjärna Lena Andersson.
Efter att Hoola Bandoola Band upplösts 1976 och Turid 1977 brutit med musikrörelsen kom denna i allt högre grad att kännetecknas av stridigheter om vad som var politiskt korrekt. Inom det maoistiska SKP (tidigare KFML) gick man nu så långt som till att fördöma rockmusik. I en på Oktoberförlaget utgiven skrift med titeln Folket har aldrig segrat till fiendens musik (1977) hävdade man att all rockmusik är reaktionär och imperialistisk eftersom den uppstått i USA. Detta blev knappast någon framgång utanför organisationerna knutna till nämnda parti och ledde bland annat till att rockbandet Fiendens musik tog sitt namn i direkt polemik. Maoisterna vurmade i stället för folkmusiken och man började mytologisera den svenska folkmusiktraditionen på ett sätt som närmade sig den nationalromantiska synen på denna musik.
År 1977 genomfördes Tältprojektet, en turnerande musikteaterföreställning om arbetarrörelsens historia som var tänkt att ge musikrörelsen en nytändning. Föreställningarna sågs av över 100 000 besökare, men blev mer av en storslagen final än en nytändning för musikrörelsen. Samma år hölls den sista musikfesten på Gärdet.
Proggen hade nu också fått konkurrens från punken, vilken blev den rörelse som nu lockade de yngre. Till en början kritiserades punken hårt i Musikens makt, då denna ansågs vara en del av den kommersiella musikbranschen. I syfte att försöka vinna de unga till sig gjorde dock musikrörelsen senare en viss omsvängning, vilken innebar att man lät de svenska punkbanden spela på musikforumen och att de progressiva skivbolagen kom att ge ut en del punkplattor. Trots detta visade det sig att klyftan var alltför stor mellan dessa rörelser och punkarna valde därför i de flesta fall att skapa egna skivbolag, utge egna fanzines och själv arrangera spelningar. Vidare bidrog också discomusikens under denna tidsperiod ökade popularitet bland ungdomar till musikrörelsens motgångar. I slutet av 1970-talet lades allt fler musikforum ned och våren 1980 upphörde tidningen Musikens makt vilket kan ses som den definitiva slutpunkten för musikrörelsen.

## Musikrörelsens ideologiska mode
Många anhängare till musikrörelsen var influerade av den amerikanska hippiekulturen och det förekom hos vissa även en liberal inställning till mjuka droger. Inom de ledande kretsarna, till exempel Kontaktnätet, drevs samtidigt en mycket tydlig antidroglinje. Många musikforum valde av detta skäl att sluta servera alkohol i samband med sina arrangemang.
Precis som inom andra subkulturer utvecklades inom musikrörelsen ett mode för att uttrycka kulturell grupptillhörighet, som senare ofta beskrivits som ett ideologiskt mode. Produkterna skulle gärna vara etiskt eller biodynamiskt producerade, och hantverk och det hemgjorda fick status. Typiska accessoar var skägg, runda glasögon, blåjeans, batik, palestinasjal, fransjacka och näbbstövlar. Ett populärt klädmärke var det stockholmsbaserade Mah-Jong som bland annat etablerade unisexmodet och velourmannen i Sverige. Även tyger från 10-gruppen var ett typiskt visuellt inslag i proggkulturen.

## Tiden efteråt
Generellt sett fick proggen under 1980-talet ett mycket negativt eftermäle och begreppet har ofta uppfattats som liktydigt med politisk dogmatism och bristande musikalitet. En stor del av de musiker som varit verksamma inom musikrörelsen fortsatte som musikutövare i andra former. En del, som Mikael Wiehe och Björn Afzelius, skrev även fortsättningsvis delvis politiska texter. Även progressiva skivbolag fortlevde men med något annan inriktning. Nacksving gick dock i konkurs 1981, men övertogs då av Tommy Rander själv som drev det vidare under namnet Transmission fram till 1987. Manifest och Amalthea övertogs så småningom av MNW. Det sistnämnda bolaget har numera nya ägare medan Silence lever vidare som oberoende skivbolag. Det finns även än i dag kvar flera lokala musikföreningar med rötter i musikrörelsen, vilka med delvis annan inriktning fortsatt sin verksamhet: Engelholms Musikforum, Hässleholms Musikforum, Rockborgen i Borås och Pipeline i Sundsvall.
År 1985 genomfördes den så kallade ANC-galan i Göteborg, vilken arrangerades av bland andra Tommy Rander, Mikael Wiehe och Tomas Ledin. I detta evenemang samarbetade en rad tidigare proggmusiker med artister från de kommersiella skivbolagen, som till exempel Per Gessle och Marie Fredriksson. ANC-galan kan därigenom ses som en slutpunkt för motsättningarna mellan de båda lägren.[källa behövs]
I början av 1990-talet började det dock uppstå ett nytt intresse för den svenska proggen. I avlägsna länder som Japan och Sydkorea började många av dessa plattor att efterfrågas. Det gällde särskilt de grupper som spelade instrumental musik. Detta har även lett till att många inspelningar återutgivits på CD för en helt ny marknad.
Senare har intresset vuxit även i Sverige.[källa behövs] En ny generation som inte ens var födda på 1970-talet har upptäckt de kvaliteter som fanns inom musikrörelsen.[källa behövs] Detta har lett till att priserna på begagnatmarknaden för många av dessa skivor stigit kraftigt. Samtidigt har allt fler återutgivningar på CD skett. En rad av de gamla proggrupperna har också återförenats för spelningar inför en helt ny publik.
Det har också uppstått en hel del nya musikgrupper som betecknar sig som nyprogg. Exempel på detta är grupperna Den förlorade generationen, Dungen och Doktor Kosmos. Även instrumentala band och andra band som efterliknar (vidareutvecklar) de musikaliska egenheterna har uppstått. Exempel på dessa är till exempel Mammas Havre, Paatos och Nairu. Det har även uppstått nya "proggfestivaler", bland annat Skeppsholmsfestivalerna 2000 och 2001, Festen i Vinterviken 2007 och "proggkryssningar" på Finlandsbåtarna. Flera av de ledande proggbanden har också återförenats sedan slutet av 1990-talet, bland annat Nationalteatern, Blå Tåget, Fläsket Brinner, Kaipa, Kebnekajse, Samla Mammas Manna och Träd, Gräs och Stenar.

## Kända proggband
| - Andra bullar - Arbete & Fritid - Atlas - Blå Tåget/Gunder Hägg - Contact - Doktor Kosmos - Elda med höns - Eldkvarn - Ensamma hjärtan - Euskefeurat - Fläsket Brinner - Freedom Singers - Fria Proteatern - Gläns över sjö & strand - Gudibrallan - Hoola Bandoola Band - Häxfeber - International Harvester - Kaipa - Kebnekajse - King George Discovery - Knutna Nävar - Kung Tung - Lift - Love Explosion - Låt tredje örat lyssna in & tredje benet stampa takten - Mecki Mark Men - Mobben - Motvind - Mörbyligan - Nationalteatern - Nynningen - NJA-gruppen - Norrlåtar - Norrbottens Järn - Nynningen - Philemon Arthur and the Dung - Ragnarök - Rekyl - Risken finns - Röda bönor - Röda kapellet - Röda Ropet - Samla Mammas Manna - Solen Skiner - Svenska musikrörelsen - Södra Bergens Balalaikor - Trettioåriga Kriget - Träd, Gräs och Stenar - Vargavinter - Älgarnas trädgård |

## Kända proggmusiker
- Björn Afzelius
- Dan Berglund
- Ragnar Borgedahl
- Ulf Dageby
- Lena Ekman
- Tomas Forssell
- Jan Hammarlund
- Merit Hemmingson
- Bo Hansson
- John Holm
- Pontiak Johanzon
- Turid Lundqvist
- Ola Magnell
- Torsten "Totta" Näslund
- Peps Persson
- Marie Selander
- Bernt Staf
- Lasse Tennander
- Mikael Wiehe
- Thomas Wiehe

## Norden
Någon motsvarighet till musikrörelsen fanns inte utanför Sverige, även om enstaka band som kan anses vara besläktade med denna förekom även i andra länder. Av dessa kan nämnas musikgruppen och konstnärskollektivet Røde Mor och musik- och teatergruppen Jomfru Ane Band i Danmark samt musikgrupperna Undertakers Circus och Frosk i Norge.